# Wideoteks
Wideoteks – jedna z najwcześniejszych realizacji systemu informacyjnego dla użytkownika końcowego. Od wczesnych lat 70. do połowy lat 80. był wykorzystywany do dostarczania informacji (zwykle w postaci stron tekstu) w formacie stosownym do wyświetlania na ekranie telewizora lub specjalnego terminala.
W myśl szerszej definicji, termin wideoteks może odnosić się każdej podobnej usługi, obejmując internet, systemy biuletynów (BBS), usługodawców on-line czy tablice odlotów/przylotów na lotniskach. Według węższej definicji termin ten odnosi się tylko do dwukierunkowych usług informacyjnych, w przeciwieństwie do jednokierunkowych, takich jak teletekst. W porównaniu ze współczesnym internetem tradycyjne usługi wideoteksowe były bardzo scentralizowane.
Francuski Minitel jest przykładem usługi wideoteksu, która prawdopodobnie odniosła największy sukces na świecie.
Standard wideoteksu stanowią dokumenty CEPT, obecnie udostępniane w postaci dokumentów ETSI.